# Zainab Salbi
Zainab Salbi este o scriitoare  americană de origine irakiană, activistă și antreprenor social, care este co-fondator și președinte al organizației Women for Women International, cu sediul la Washington.

## Prima parte a vieții
Salbi s-a născut în 1970, în Bagdad, Irak. Tatăl ei a lucrat ca pilot personal al dictatorului irakian Saddam Hussein. Confruntându-se cu abuzul psihologic îndreptat către familia ei din partea dictatorului, Salbi a ales să-și dedice viața  pentru ajutorarea femeilor din întreaga lume.
Ea s-a mutat în Statele Unite la vârsta de 19 ani. Experiența ei cu războiul Iran – Irak  a sensibilizat-o cu privire la situația femeilor în timp de război. Ea a scris și a vorbit pe larg despre subiectul violului și alte forme de agresiuni împotriva femeilor din timpul războiului.  Munca sa a fost prezentată  în programe mass-media importante, inclusiv de șapte ori la The Oprah Winfrey Show și în Washington Post. În 1995, președintele Bill Clinton i-a acordat o distincție onorifică la Casa Albă, pentru munca ei umanitară în Bosnia .
Salbi a absolvit Universitatea George Mason, cu o diplomă de licență în Studiu individualizat în Sociologie și Studiul femeii, și de la London School of Economics, cu diplomă de Master în Studii de Dezvoltare.

## Munca umanitară
La începutul anilor 1990, tinerii căsătoriți Zainab Salbi și Amjad Atallah, un palestinian - american, au fost profund mișcați de situația dificilă a femeilor din fosta Iugoslavie, dintre care multe au fost introduse în  lagăre de concentrare și victime ale violului. Ei au vrut să se ofere voluntari pentru a ajuta, dar nu au găsit o organizație care se ocupa de aceste nedreptăți flagrante.
În loc de o luna de miere, Salbi și Atallah, au lansat o organizație prin intermediul căreia se puteau crea legături puternice între sponsori din Statele Unite și  femeile supraviețuitoare din Bosnia și Herțegovina. Ei au fost întâmpinați cu un răspuns copleșitor; o  femeie supraviețuitoare a lagărelor abuzive, care și-a pierdut soțul și copii în timpul războiului a spus : "Am crezut că lumea ne-a uitat .... "
S-au întors în Statele Unite, cu o misiune. Cu sprijinul continuu al altor persoane interesate, au dezvoltat Women for Women International cu un buget restrâns și o mică echipă de voluntari dedicați. Începând cu anul 1993 Women for Women International a sprijinit femeile supraviețuitoare de război din Bosnia și Herțegovina, Ruanda, Kosovo, Nigeria, Columbia, Afganistan, Irak, Republica Democratică Congo și Sudan. Organizația  a asistat mai mult de 243 000 de femei, a distribuit mai mult de 95 milioane dolari in ajutoare directe și microcredite, a instruit mii de femei în conștientizarea drepturilor, și a ajutat foarte multe dintre ele să își deschidă mici afaceri.
În octombrie 2011, Salbi a ținut o prelegere intitulată " Building Bridges, Rebuilding Societies ", la  universitatea din San Diego.

## Premii
- Time Magazine  Innovator of the Month pentru munca sa de pionierat în calitate de filantrop .
- Onoruri acordate de presedintele Clinton, la o ceremonie de la Casa Albă pentru activitatea ei umanitară ( 1995)
- Nominalizată la Harper’s Bazaar 21st Century Heroines ( 1993)
- Forbes Magazine Trailblazer Award ( 2005)
- Conrad N. Hilton Humanitarian Prize, în numele Women for Women International ( 2005) [1]
- World Economic Forum a lui Young Global Leader ( 2007)
- David Rockefeller Bridging Leadership Award ( 2010)
- Austin College Posey Leadership Award ( 2011) [7]
- Harper’s Bazaar 21st Century Heroine ( nominalizată de președintele Bill Clinton ) [3]

## Autor
- Between Two Worlds Escape from Tyranny: Growing up in the Shadow of Saddam

În 2005 , Zainab Salbi și-a  publicat memoriile Between Two Worlds. Descrie viața și copilăria ei în Irak, sub regimul lui Saddam Hussein. Publishers Weekly numește  Between Two Worlds "cel mai onest stil de viață, din cercul lui Saddam, de până acum . Este o revelație edificatoare asupra modului în care, prin etape abia perceptibile, oameni decenți se acomodează într- un regim teribil. " Avea  doar 11 ani atunci când tatăl ei a fost ales pentru a servi ca pilot personal al lui Saddam Hussein, iar  Zainab și familia ei au fost de multe ori obligați să-și petreacă weekendul cu Saddam, care le urmărea fiecare mișcare . Mama ei a trimis-o pe  Zainab în America pentru o căsătorie aranjată, dar căsătoria care trebuia să o salveze, s-a dovedit a fi o altă lume de tiranie și abuz. Zainab a creat o nouă identitate de lider al femeilor care au supraviețuit războiului și a fondat Women for Women International.
- The Other Side of War: Women's Stories of Survival and Hope

În 2006, Zainab Salbi a scris The Other Side of War : Women’s Stories of Survival and Hope. Publicat de National Geographic, Zainab Salbi duce cititorii în realitatea din  Afganistan, Bosnia și Herțegovina, Columbia, Republica Democratică Congo, Rwanda, Sudan, să audă poveștile femeilor care revendică  zi cu zi viața familiilor și comunităților lor, din cenușa conflictului .
"Războiul nu este o rachetă generată de calculator care izbește o hartă digitală. Războiul este culoarea pământului care ne explodează în față, sunetul unui copil care se roagă, mirosul de fum și de teamă. Femeile care au supraviețuit războaielor nu sunt doar o imagine portretizată pe ecranul televizorului, dar liantul care ține familii și țări împreună. Poate prin intelegerea femeii, și a celeilalte părți a războiului ... vom avea mai mult umilință în discuțiile noastre de războaie ... poate este timpul pentru a asculta versiunea femeilor asupra istoriei. " 

### Video
- Zainab Salbi: Between Two Worlds Arhivat în 25 decembrie 2010, la Wayback Machine. – WGBH interview with Zainab Salbi about her memoir
- Zainab Salbi accepting Conrad Hilton Award
- Zaina Salbi closing remarks Conrad Hilton Award ceremony
- Zainab Salbi Arhivat în 15 octombrie 2012, la Wayback Machine. Video produced by Makers: Women Who Make America